# Corticaria aphictoides
Corticaria aphictoides is een keversoort uit de familie schimmelkevers (Latridiidae). De wetenschappelijke naam van de soort werd in 1898 gepubliceerd door Edmund Reitter.